# Blancanus (cràter)
Blancanus és un cràter d'impacte que es troba a l'accidentada regió sud de la Lluna, al sud-oest de la plana emmurallada del cràter Clavius. Al nord-oest es troba el cràter de grandària comparable Scheiner, i al sud-sud-oest de Blancanus es troba el cràter Klaproth, considerablement desgastat.

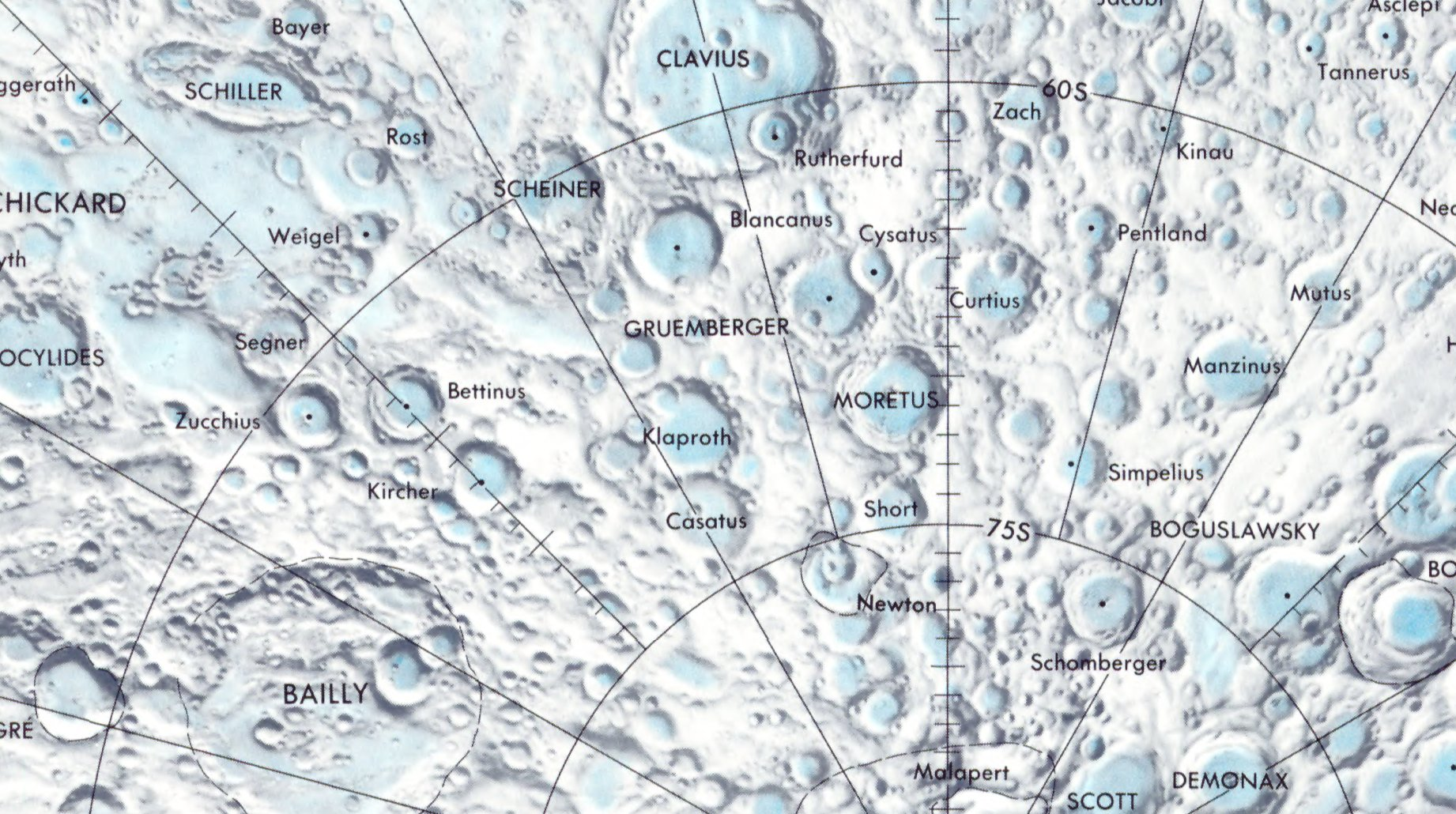
Localització de Blancanus (centre de la imatge)

La vora exterior de Blancanus és bastant menor que el del també desgastat cràter Scheiner situat cap al nord-oest, si bé encara està prou ben definida i té una estructura terraplenada a l'interior. El sòl és relativament pla, amb diverses elevacions d'escassa altura en el punt mitjà. Hi ha un grup de petits cràters en la part sud del fons del cràter.
El cràter Blancanus porta el nom de l'astrònom i naturalista jesuïta Giuseppe Biancani (1566-1624).

## Cràters satèl·lit

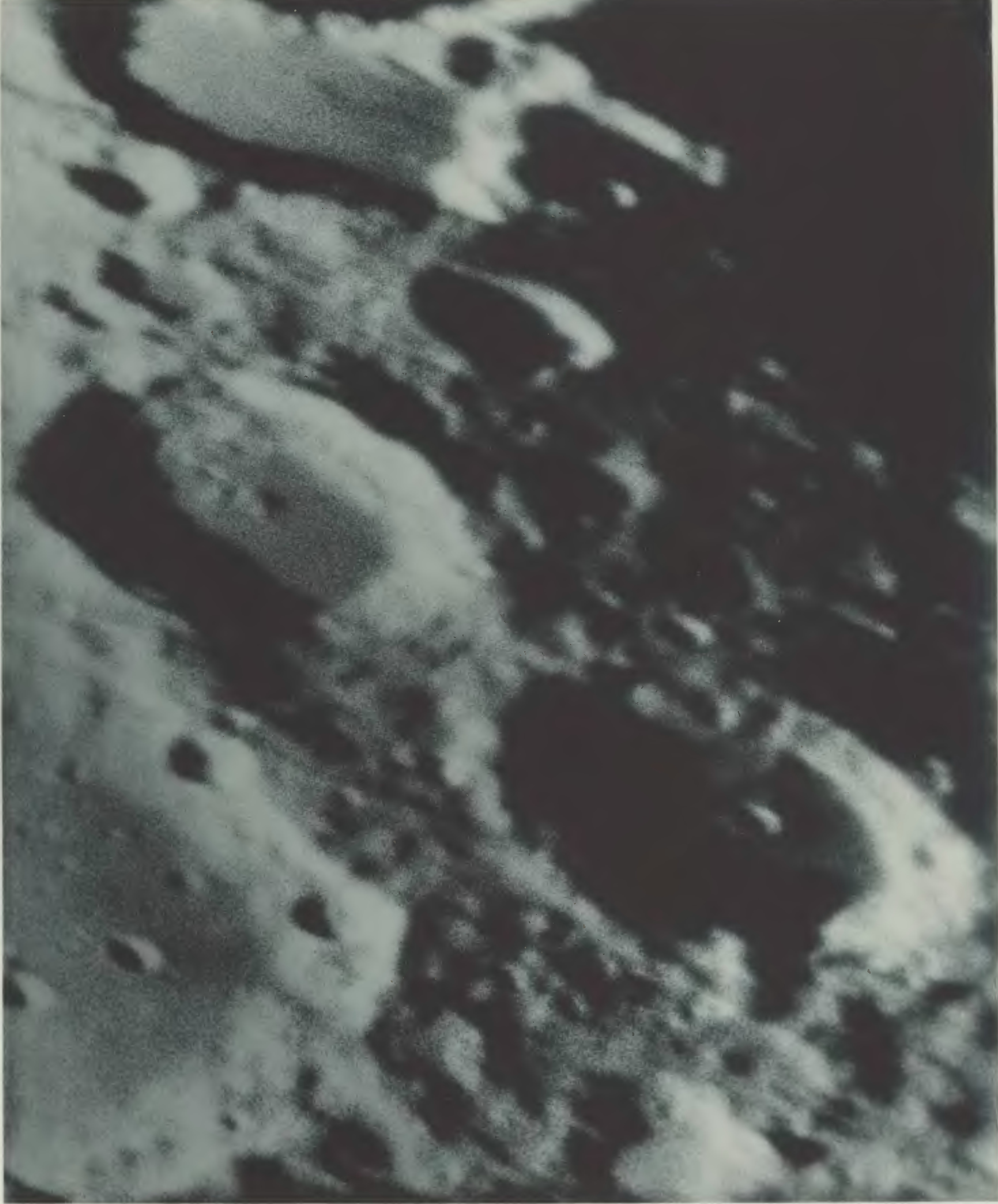
Vista des de la Terra de Blancanus

|           | \| Blancanus \| Coordenades \| Diàmetre \| \| --------- \| ------------------------------------ \| -------- \| \| A \| 64° 24′ S, 21° 36′ O / 64.4°S,21.6°O \| 6 km \| \| C \| 66° 30′ S, 28° 00′ O / 66.5°S,28.0°O \| 46 km \| \| D \| 63° 18′ S, 16° 30′ O / 63.3°S,16.5°O \| 24 km \| \| E \| 66° 36′ S, 21° 30′ O / 66.6°S,21.5°O \| 37 km \| \| F \| 65° 06′ S, 27° 24′ O / 65.1°S,27.4°O \| 9 km \| \| G \| 63° 18′ S, 25° 18′ O / 63.3°S,25.3°O \| 9 km \| \| H \| 65° 30′ S, 23° 30′ O / 65.5°S,23.5°O \| 7 km \| \| K \| 60° 36′ S, 23° 18′ O / 60.6°S,23.3°O \| 11 km \| \| N \| 63° 24′ S, 25° 48′ O / 63.4°S,25.8°O \| 11 km \| \| V \| 64° 00′ S, 20° 54′ O / 64.0°S,20.9°O \| 7 km \| \| W \| 60° 54′ S, 20° 12′ O / 60.9°S,20.2°O \| 9 km \| |          |
| Blancanus | Coordenades | Diàmetre |
| A         | 64° 24′ S, 21° 36′ O / 64.4°S,21.6°O | 6 km     |
| C         | 66° 30′ S, 28° 00′ O / 66.5°S,28.0°O | 46 km    |
| D         | 63° 18′ S, 16° 30′ O / 63.3°S,16.5°O | 24 km    |
| E         | 66° 36′ S, 21° 30′ O / 66.6°S,21.5°O | 37 km    |
| F         | 65° 06′ S, 27° 24′ O / 65.1°S,27.4°O | 9 km     |
| G         | 63° 18′ S, 25° 18′ O / 63.3°S,25.3°O | 9 km     |
| H         | 65° 30′ S, 23° 30′ O / 65.5°S,23.5°O | 7 km     |
| K         | 60° 36′ S, 23° 18′ O / 60.6°S,23.3°O | 11 km    |
| N         | 63° 24′ S, 25° 48′ O / 63.4°S,25.8°O | 11 km    |
| V         | 64° 00′ S, 20° 54′ O / 64.0°S,20.9°O | 7 km     |
| W         | 60° 54′ S, 20° 12′ O / 60.9°S,20.2°O | 9 km     |